# アオザメ
アオザメ Isurus oxyrinchus （青鮫、英名：Shortfin mako shark）は、ネズミザメ目ネズミザメ科に属するサメ。
アオザメ属 Isurus には他にバケアオザメが現存する。

## 名称
属名 Isurus は「（上下の長さが）等しい尾」というギリシア語に由来し、三日月形の尾鰭を指す。種名のoxy は「鋭い」、rynchus は「吻」という意味のギリシア語に由来する。
和名の“アオザメ”は体色が青色のサメであることから。日本国内の地方名としてイラギ(和歌山県)、アオザトル、カツサメ(東北)、マイラ(高知県)、アオブカ(宮崎県)などがある。沖縄名はウキザーラ。
英名の「mako」 とは、マオリ語で「サメ」の意。英名では更に、長い胸鰭をもつバケアオザメを“Longfin mako”と呼ぶことから、アオザメを“Shortfin mako”として区別している。

## 分布
世界中の暖海域に広く分布する。外洋性。

## 形態
体型はマグロ類などの高速遊泳魚と同じ流線型で、水の抵抗を受けにくい。尾鰭は長時間かつ高速の遊泳に適した三日月形である。吻は扁平で尖る。目は黒く大きい。第二背鰭、臀鰭は小さい。尾柄部には隆起線がある。
全体の体色は鮮やかな光沢のある淡青色（メタリックブルー）だが、背側は光沢のある濃青色、腹側は白色となっており、その境界は明瞭で、側面から見ると背中側から順に濃青-淡青-白の三色となっている。
両顎歯は同形で主尖頭のみの歯を持ち、縁はナイフ状で鋸歯縁を持たない。歯列数は上顎が24~26、下顎が22~32。

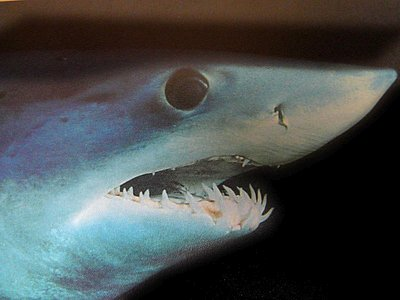
頭部
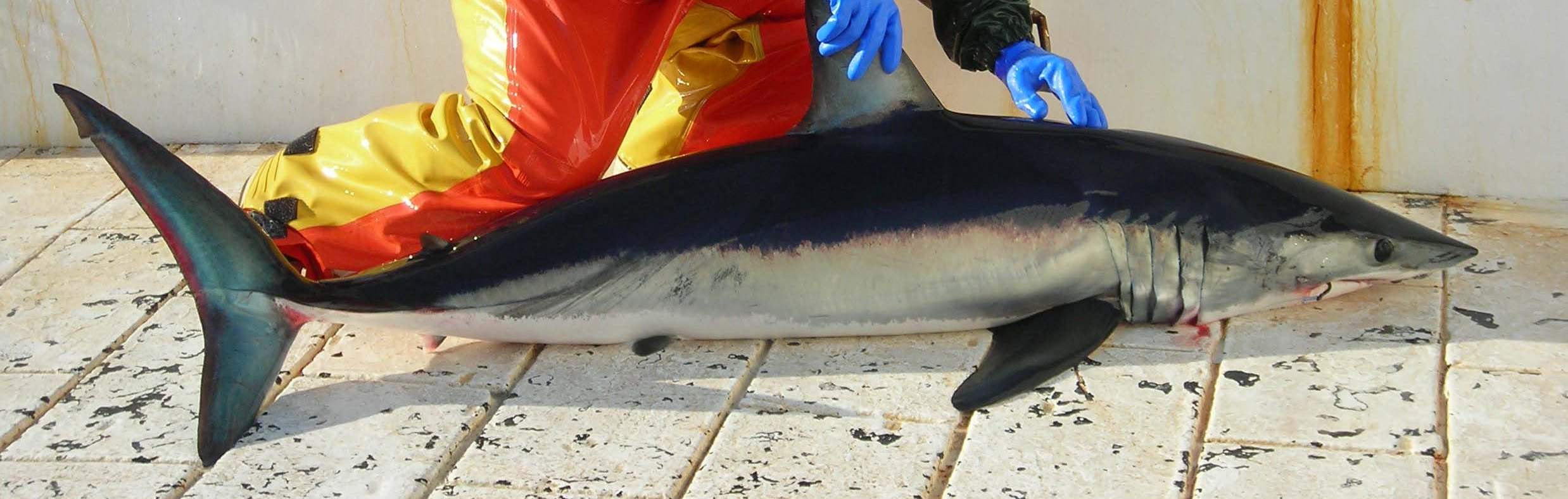
背中側の体色が濃く境界が明瞭
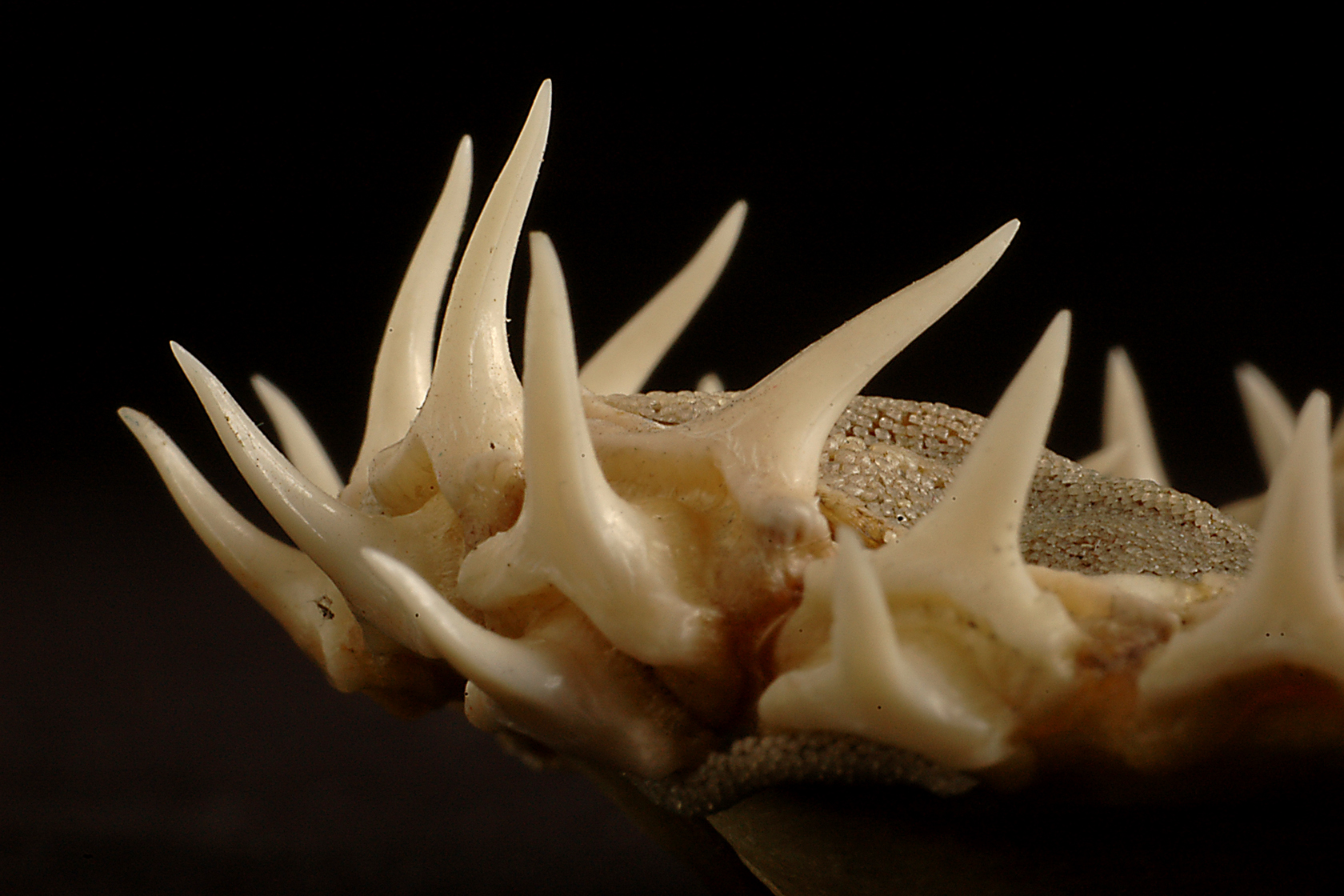
アオザメ(Isurus oxyrinchus)の顎歯
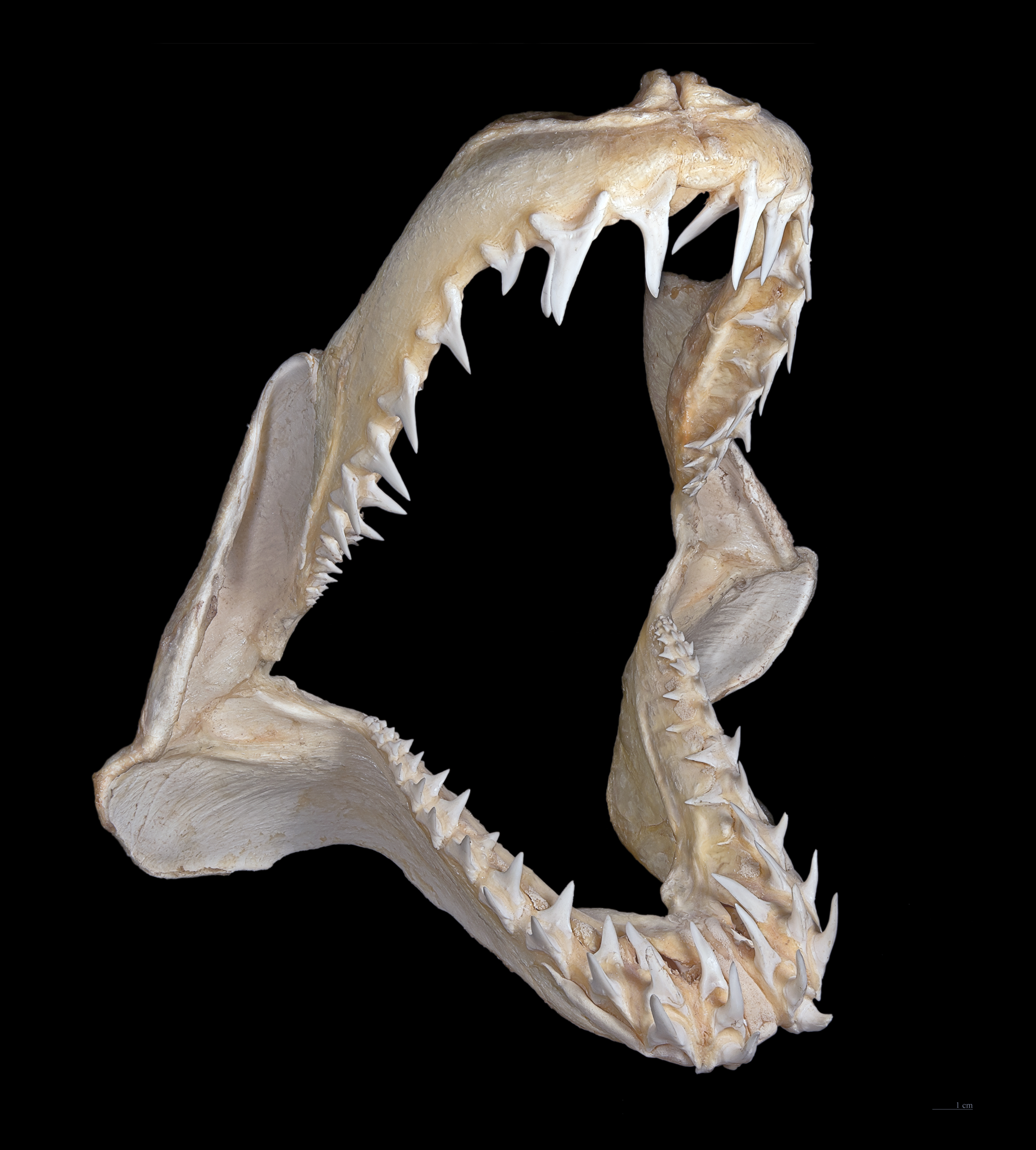
アオザメ(Isurus oxyrinchus)の顎骨

## 生態
非常に活動的な種で、サメ類の中で最も速く泳ぐとされており、時速35km以上、瞬間的には時速100kmで泳ぐことも可能とされている。毛細静脈と毛細動脈が緻密に入り組んだ熱交換システムの（奇網）を筋肉の周囲に備え、体温を周囲の海水温よりも高く保ち、冷たい海水中でも筋肉の運動性を維持できる(類似の組織は高速遊泳を行うマグロ類やカジキ類などにも見られる)。
胎生であり、ネズミザメ目に見られる卵食型で、胎仔は子宮内で孵化したのち未受精卵を食べて育つ。3年に一度繁殖を行い、妊娠期間は15～18ヶ月。産仔数は4～25尾約60~70cmで産出され、地域によって異なるが雄は165~215cm、雌は265~312cmで成熟する。最大で全長445cm、体重505.8kg 。成熟年齢は雄7～9歳、雌18～21歳。寿命は29～32年と見積もられている。

## 人との関わり

### 水産
世界的には重要な漁業対象種であり、マグロやカジキを対象にした延縄や流し網などでも混獲される。日本での1992～2009年の水揚量は800～1,500トンで、サメ類全体に占める割合は4～8%。また、引きが強く針にかかると空中にジャンプするのでスポーツ・フィッシングの対象種として人気がある。餌は小魚や頭足類が用いられる。
肉は美味といわれている。ソテーや刺身、味噌漬けになる他、練り製品の原料にもなる。鰭がフカヒレに加工される他、脊椎骨や顎骨、皮、肝油などが利用される。地中海周辺地域では、ステーキなどにして食べるようである。日本では、ヨシキリザメとともに、高級はんぺんの材料とされる。アオザメのフカヒレは通常出回っているヨシキリザメの物より高級とされ、高値で取引されている。また三次市など広島県北部では「ワニ」と称してサメを刺身などで食す文化があるが、アオザメはネズミザメとともに刺身として食される種類である。

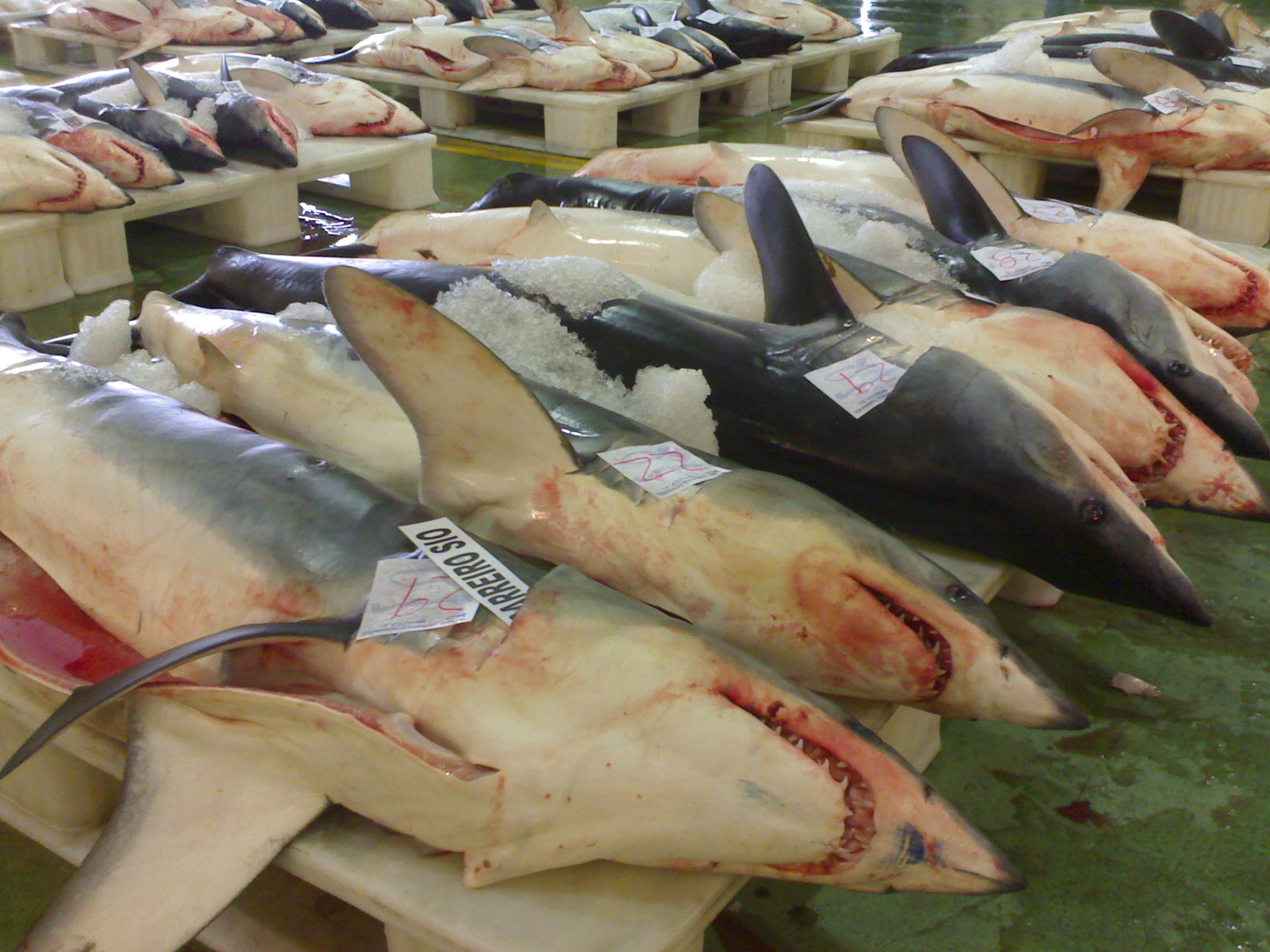
水揚げされた多数のアオザメ スペイン、ビーゴの漁港にて （2007年3月22日撮影）
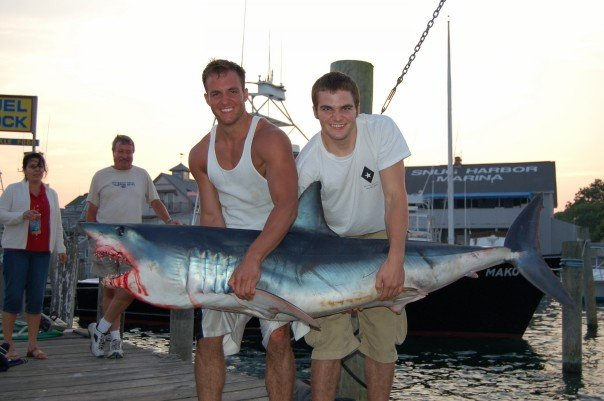
スポーツフィッシングで捕獲された個体 体重は186ポンド（約84.37キログラム）あったという （2007年7月の撮影）

一方でサバやタチウオの漁場を荒らし、高価な曳縄を破損させる害魚として駆除対象とされる場合もある。

### 危険性
気性が荒く、人に対しては危険な種とされているが、今までにこのサメが起こした事故はあまり報告されていない。生息域が主に外洋ということで、人と接触することがあまりないためであるとされる。
2010年11月30日から12月1日の2日間にかけて、エジプトの紅海において海水浴客3人がサメに襲撃される事件が発生。このうち1人が足と腕を噛みつかれ、片腕を失った。近くの海域でヨゴレと共にアオザメが捕獲されたことから、犯人は当初アオザメとされた。サメが捕獲されたことから、地元当局は海の遊泳禁止措置を解除した。しかし、その後ドイツ人の海水浴客がサメに襲われて死亡する襲撃事件が起きており、襲撃したサメは別の種類と見られている。
日本国内では1951年（昭和26年）6月、熊野灘の定置網にかかった全長約5 mのアオザメから少年の腐乱死体が見つかった例がある。また1979年（昭和54年）11月11日には、宮崎県串間市都井岬沖約67 kmの日向灘で、貨物船「明和」（4457重量トン）が時化により沈没した際、漂流中の乗組員が救助隊の目前でアオザメとみられる大型のサメ（推定体長約3 m）に食い殺されるという事故も発生している。2004年（平成16年）7月15日には和歌山県すさみ町沖の枯木灘で、夜間集魚灯を点けてアカイカ釣りをしていた遊漁船に体長3.5 m、体重350 kgのアオザメが飛び込み、釣り客が胸や頭をサメの尾鰭で強く叩かれて胸骨骨折などの重傷を負う事故が発生している。すさみ町立エビとカニの水族館館長によれば、アオザメは黒潮が接近している枯木灘ではよく見られるが、船に飛び込む事故は聞いたことがないという。

### 飼育記録
アオザメはサメの中で最も飼育が難しい種類の一つで、記録は少ない。沖縄美ら海水族館元館長の内田詮三によると、国営沖縄記念公園水族館(現：沖縄美ら海水族館）の大水槽では、活かしての搬入は可能であるが、アクリル壁を全く認識しないため激突防止が出来ず、水槽内に網を張るなど対策を施さなくては不可能と述べている。
実例としていくつかの水族館で飼育が試みられており、シーワールド・サンディエゴでは1970年代初頭に90cmのアオザメの飼育実験が行われたが失敗、1978年の夏にサンディエゴ沖で捕獲された1.0mと1.4mのアオザメ2個体を約1時間かけて搬送し、40,000ガロン（約151トン）水槽に搬入したが、壁をうまく避けられず、両個体とも3日以内に死亡した。
ニュージャージー州カムデンのニュージャージー州立水族館（Thomas H. Kean New Jersey State Aquarium,　現：Adventure Aquarium(英語版)）では、2001年にアトランティックシティ沖約37km地点で捕えた1.07m、6.8kgの雌のアオザメを飼育したが、餌や混泳しているニシンにも興味を示さず、過去の例と同様に水槽の壁を上手く避けられず、5日後に死亡した。
日本では、2016年1月15日に和歌山県の串本海中公園で小型のアオザメを搬入したが同日中に死亡、2019年1月5日に神戸市立須磨海浜水族園に搬入し、展示を試みるも1月6日までに死亡している。また、詳細は不明だが、2019年2月8日にむろと廃校水族館にも小型のアオザメとみられる個体が搬入されている。2019年11月20日には東京都の葛西臨海水族園の大水槽で展示が試みられたが、こちらも11月22日までに展示が終了している。
八景島シーパラダイスでは2020年6月12日に定置網にて混獲されたアオザメを円柱水槽に搬入し飼育を試みたが、同年6月14日に展示が終了している。

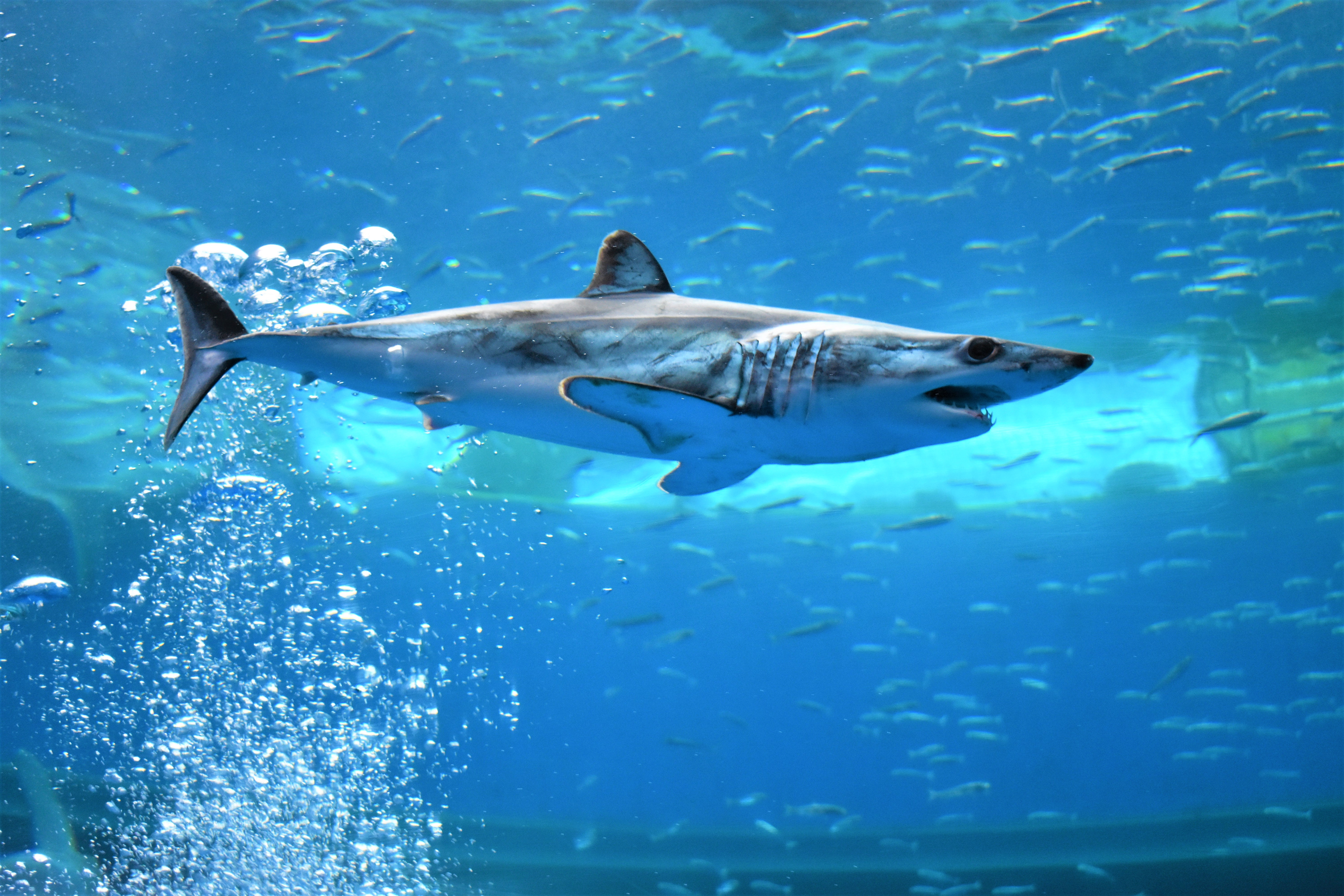
八景島シーパラダイスにて新育展示されていたアオザメ
（2020年6月13日撮影）

この他、時期は不明だが国営沖縄記念公園水族館で最長2日間の飼育記録がある。

## 近縁種
- バケアオザメ Isurus paucus（英名：Longfin mako shark）

詳しい生態はまだほとんど分かっていない。生息が確認されたのは、北および西大西洋、バハマ、キューバ、マダガスカル島周囲、また太平洋においてはハワイ諸島周辺のみとなっている。

背部は青色～紺色で腹部は白い。英名が示す通り、アオザメよりも大きな胸鰭を持つ。こちらも潜在的に危険とされているが、人を襲った記録は無い。近縁種であるが、食用としての肉質はアオザメよりも水分が多く味も食感もかなり落ちる。

## その他
シボレーがシボレー・コルベット C3型の原型として1961年に発表したコンセプトカー、“Chevrolet Mako Shark(英語版)”の名はアオザメの英名に因んでのものである。